# 스타니슬라프 일류첸코
스타니슬라프 일류첸코(러시아어: Станислав Ильюченко, 1990년 8월 13일 ~ )는 독일과 러시아의 이중 국적을 가진 축구 선수로 현재 수원 삼성 블루윙즈에서 공격수로 활약 중이며 K리그 등록명은 일류첸코다.

## 클럽 경력
9부 리그팀에서 축구를 시작해서 2013년 3부 리그 VfL 오스나브뤼크에 입단해 프로에 데뷔했다. 2015-16 시즌부터 2018-19 시즌까지 당시 2부 리그 MSV 뒤스부르크 소속으로 116경기 22골을 기록하였다. 2018-19 시즌에는 서영재 선수와 한솥밥을 먹기도 했으며 서영재는 일류첸코가 K리그 이적으로 고심할 때 좋은 얘기를 많이 해줬다 한다.

### 포항 스틸러스
3부리그로 강등된 뒤스부르크를 떠나 2019년 6월 포항 스틸러스로 이적했다. 20라운드 성남 FC 전에 선발출전해 데뷔전을 가졌고, 후반 22분 김용환의 크로스를 헤딩골로 연결하면서 결승골이자 데뷔골을 넣어 팀은 1:0으로 승리했다. 이후 제주, 인천 전에서도 득점을 해 3경기 연속골을 터뜨렸다. 그리고 2019시즌 총 18경기 9골 2도움의 성적으로 시즌을 마쳤다.
2020시즌 1라운드 부산 아이파크 전에서 김용환의 크로스를 헤더로 연결해 선제골을 넣었다. 후반전에는 도스톤백의 공을 뺏는 과정에서 페널티킥을 유도해 2번째 골에도 관여했다. 3라운드 FC 서울 전에서 전반 4분 김남춘과 유상훈 골키퍼 간의 사인 미스로 뒤로 흘린 공을 득점으로 연결했다. 하지만 팀은 이후 2골을 허용하면서 역전패를 당했다. 4라운드 인천 유나이티드 전에서는 마누엘 팔라시오스의 땅볼 크로스를 밀어 넣어 득점을 기록하고, 일류첸코의 땅볼 크로스를 이승모가 침착하게 득점으로 연결해 1골 1도움으로 좋은 활약을 보여줬다. 6라운드 상주 상무전에서 전반 39분 골키퍼 강현무의 롱볼을 환상적인 퍼스트 터치로 선제골을 넣었다. 후반전에도 최영준의 패스를 넘어지면서 득점으로 연결해 멀티골을 터뜨리고 전후반 2도움을 기록해 포항의 4골에 모두 기여했다. 8라운드 강원 FC 전에서 페널티킥으로 득점을 연결했다. 12라운드인 FC 서울과의 경기에서 멀티골을 기록하며 팀의 3-1 승리를 기록했다. 2020년 9월 27일에 열린 광주 FC와의 경기에서는 해트트릭을 작렬시키며 팀의 5-3 승리를 이끌었다. 일류첸코는 2020시즌 리그 26경기에 출전해 19골 7도움을 올리는 활약을 펼쳤으며 시즌 종료 이후 시즌 베스트 11에 선정되었다.

### 전북 현대 모터스
2021년 1월 K리그1의 전북 현대 모터스로 이적했다. 2021년 3월 13일에 열린 광주 FC와의 경기에서 전북 입단 이후 첫 골을 넣은 후, 총 15골을 기록하여 전북의 리그 5연패를 이끌어냈다.

### FC 서울
2022년 7월 12일, FC 서울로 이적했다.
2023년 2월 14일부터 5월 8일까지 팀의 주장을 맡았다.

## 수상 내역

### 개인
- K리그1 베스트 11: 2020